# Ampolla reutilitzable
Una ampolla reutilitzable és un tipus d'envàs o contenidor de líquids portable que es pot tornar a reomplir, sigui per part dels consumidors o de l'embotellador. La reutilització es basa en tornar a fer servir amb la mateixa finalitat amb la que es va concebre un producte que no es consideri un residu.

## Conseqüències mediambientals
La reutilització d'envasos sovint es contempla com un pas més cap a un embalatge més sostenible. Quan un envàs s'utilitza múltiples vegades, es redueix el material necessari per ús o per cicle d'emplenament.
Una ampolla de vidre es pot reutilitzar entre 40 i 60 vegades amb una despesa energètica del 5 % de la que significaria el seu reciclatge.

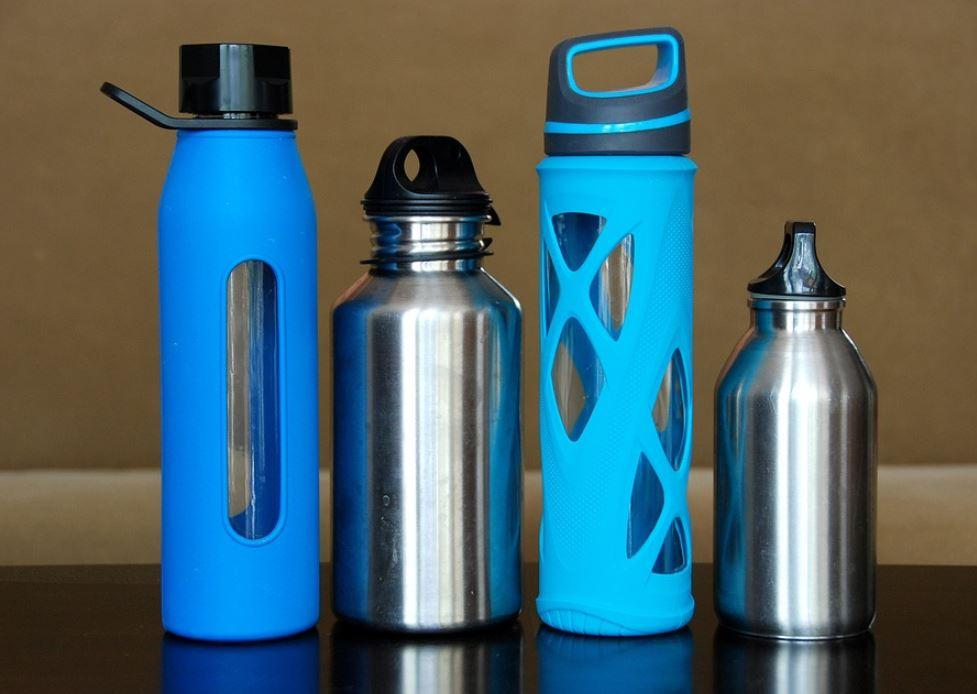
Ampolles d'aigua reutilitzables de materials diversos